# T–54/55
A T–54 a Szovjetunióban kifejlesztett és több országban gyártott közepes harckocsi. 1946-ban rendszeresítették a Szovjet Hadseregben, sorozatgyártása 1947-től 1962-ig folyt a Szovjetunióban, de Csehszlovákiában a '80-as évekig gyártották. Számos, a Szovjetunióval szövetséges országba exportálták, a hidegháború idejének legtöbb regionális konfliktusában alkalmazták. A harkovi Morozov tervezőiroda fejlesztette ki. Gyártása a Malisev Gépgyárban és az Uralvagonzavodnál folyt. Javított változatával, a T–55-össel együtt máig a legnagyobb példányszámban gyártott harckocsi, mintegy 85-100 ezer darab készült belőle. Licenc alapján Csehszlovákiában a szlovák ZŤS Martin, Lengyelországban a Bumar-Łabędy gyártotta.

## Fejlesztése

### Elődök
A harckocsi szellemi elődjének a T–34-es tekinthető. A maga idejében jónak mondható, a Szovjetunió képzetlen tömeghadserege számára pedig a legjobb lehetséges harckocsi volt. Ahogy megjelentek az újabb német páncélosok folyamatosan elavult a páncélvédelem és a tűzerő tekintetében, valamint legnagyobb hibája a 2 fős torony volt. A Christie-féle felfüggesztés főleg a típus méretéhez képest nagy és nehéz volt. A T–34/85-ös a legtöbb hibáját kiküszöbölte, a toronyban immár 3 fő kapott helyet, de az ekkorra gyengének számító páncéltest nem változott.
A T–54-es harckocsi közvetlen elődje a T–44-es harckocsi. Minden tekintetben felülmúlta a T–34-est. Torziós rugós felfüggesztése remekül működött, 85 mm-es lövege lényegesen jobb teljesítményt nyújtott, miközben páncélzata a T–34-es többszörösére nőtt, miközben még könnyebb is lett. Vesztére mire elkészült, a T–34-eshez is új tornyot terveztek ugyanazzal a 85 mm-es löveggel, így a szovjet vezetés az átállás miatti időkiesést figyelembevéve a gyengébb típus gyártása mellett döntött, vállalva a nagyobb harctéri veszteséget. Ezt a típust így a háború végéig szovjet viszonylatban kis darabszámban gyártották. Az elkészült egységek számát 1800 körülire teszik, de a háborúban nem vetették be.
A T–34-es alkalmazásának fő üzenete, hogy olcsó, gyorsan és ezért nagy sorozatban gyártható harckocsik a csatatéren felülmúlják a kisebb számban rendelkezésre álló jobb páncélosokat.

### Prototípusok
1944-ben a T–44-est kipróbálták a SZU–100 100 mm-es D–10-es lövegével, valamint a ISZ–2 122 mm-es lövegével is. A kísérletek azt mutatták, hogy apró módosításokkal beépíthető a 100 mm-es löveg, ami jelentősen javítja a harckocsi teljesítményét. Ebben az időben a németek és a nyugati szövetségesek általánosan elterjedt űrmérete 75 vagy 76,2 mm volt. A 122 mm-es löveg túl nehéz volt, instabillá tette a kis harckocsit, tűzgyorsasága, valamint a hordozható lőszerjavadalmazás alacsony volt. A fő feladatot a toronygyűrű megnövelése jelentette, amihez enyhén meg kellett növelni a páncéltestet. Az új prototípus 1945-re készül el, 40 cm-rel hosszabb, 10 cm-rel szélesebb lett. A típus külsőre majdnem megegyezik a T–44-essel, az legszembetűnőbb különbség a nagyobb löveg.
A tesztek során számos hátrányra derült fény, emiatt a járművön sokat változtattak. A típus hivatalosan 1946. április 29-én állt szolgálatba. Sorozatgyártása 1947-ben kezdődött Nyizsnyij Tagilban, majd 1948-ban Harkovban.

### T–54

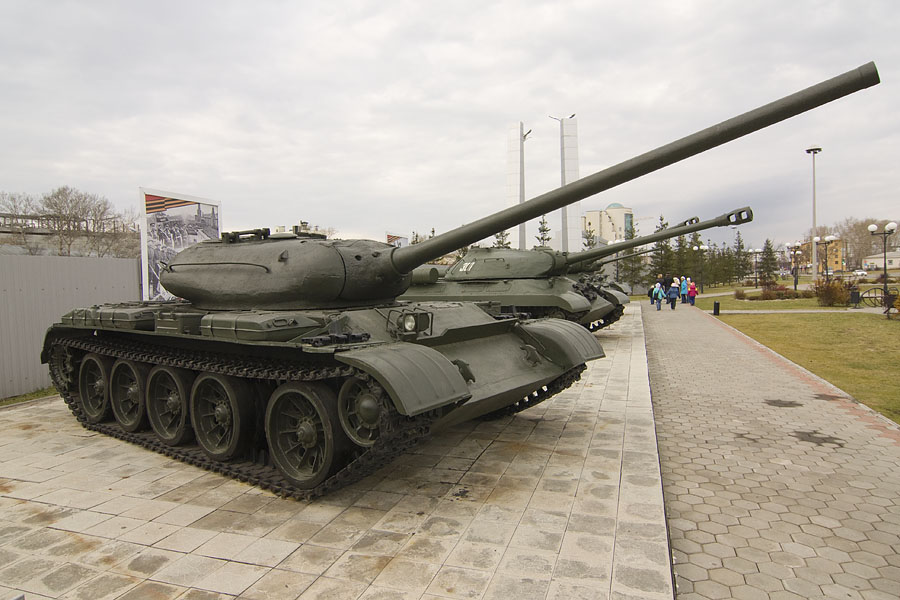
Az eredeti T–54–1. A torony a T–34/85-re vagy a T–44-re emlékeztet, de front felületének jelentős részéről lefelé pattanhat a lövedék.

A sorozatgyártás lassan indult, mert a prototípusokoz képest 1490 kisebb-nagyobb módosítást végeztek. A Szovjet Hadsereg egy olyan harckocsit kapott, ami jobb volt a második világháborús harckocsiknál, vagy potenciális ellenfeleik legújabb harckocsijainál (legalábbis elméletileg). A 100 mm-es löveg az azonos űrméretű BR–412 robbanó páncéltörő lövedékével a páncélátütő képessége meghaladta a kiváltani kívánt T–34-esét.
Már az első sorozatgyártott T–54–1 változat is eltért a második T–54 prototípustól. A páncéltest vastagabb lett, oldalt 80, felül 30 alul 20 mm. Ahogy a sorozatgyártás felfutott, úgy jelentkeztek a problémák. A gyártást leállították és elkészítették a módosított T–54–2 (Objekt 137R) változatot. Számos módosítást hajtottak végre, ezek közül legjelentősebb a torony áttervezése volt, mely ikonikus dóm-szerű alakjával sokkal jobb ballisztikai védelmet nyújtott, már hasonlított a végleges toronyra, de még volt hátsó túlnyúlása. A kialakítását az ISZ–3 tornya inspirálta. A homlokgéppuskát elhagyták, a váltót modernizálták, és a lánctalpat 580 mm-re szélesítették. A T–54–2 1949-ben került gyártásba az Uráli Sztálin Harckocsigyárban, más néven 183-as gépgyár, ma Uralvagonzavod. 1951-ben gyártani kezdték a T–54–3 jelű változatot (Objekt 137S), melynek tornya folyamatosan befelé hajlott, megszüntetve minden túlnyúlást. Az irányzó TS–20-as irányzótávcsövét TS–2–22-esre cserélték. Ez a változat már megkapta a TDA füstköd-generátort. Elkészült a parancsnoki verzió is, a T–54K (kommangyirszkij) néven, ami egy második R–113-as harckocsirádiót kapott.

### T–54A
Az 1950-es évek elején a 183-as gépgyár OKB-520-as tervezőirodájának személyzete jelentősen megújult. A főtervezői székben Morozovot Kolesnyikov váltotta, akit 1953 márciusában Leonyid Karcev követett. Az új főtervező első döntése az volt, hogy a D-10T löveget az STP-1 "Gorizont" függőleges tengelyű stabilizátorral szereli fel. Az új D-10TG típusjelzésű löveget a T–54 meglévő tornyába illesztették. Az új változat a T–54A jelölést kapta (Objekt 137G), és vezetője számára éjjellátó rendszert is beépítettek. Ez a változat eredetileg csőtorkolati ellensúlyt kapott, amit később lecseréltek lőporgáz elszívóra, úgy a gyártásban, mint a már legyártott modelleken. A számos újítás közé tartozik még az OPVT légzőcső, a lövegkezelő TS-2A-22 lövegirányzéka, a TVN-1 vezetői infra éjjellátó, infravörös fényszórókkal, az új R-113-as rádió, több fokozatú légszűrő, vízhűtő vezérlés, elektromos olajszivattyú a könnyebb motor indításhoz, fenékvíz szivattyú, automatikus tűzoltó rendszer, és további üzemanyagtartályok. A gyártás hivatalosan 1954-ben indult, és '55-ben állt hadrendbe. A T–54AK parancsnoki harckocsi alapjaként is ez a változat szolgált. A különbséget egy kiegészítő R-112-es rádió (A korábbi parancsnoki, illetve harci változatok R-113-as rádiója helyett), TNA-2 navigációs rendszer, a löveg 5-tel csökkent lőszerkészlete és a AB-1-P/30 aggregátor jelentette, de csak kis számban gyártották.
1954 októberében egy T–54A tank, T–54M jelöléssl (Objekt 139) az új D-54T és D-54TS 100 mm-es simacsövű löveg valamint a "Raduga" és "Molnyija" stabilizátor rendszerek tesztpadjakét szolgált, ez utóbbit később a T–62-esen használták. A tesztek nem voltak sikeresek, ezért a T–55 fejlesztéséhez is a D-10-es löveg fejlesztett változatait használták. Beépítették a V-54-6 dízelmotort, ami 581 lóerő (433 kW)leadására volt képes, de sosem került gyártásba.

### T–54B
A T–54A alapjain 1955-ben egy új változatot fejlesztettek ki, amit T–54B-ként jelöltek (Objekt 137G2). A korábbiakhoz hasonló löveggel szerelték fel (D-10T2S), de már 2 síkban stabilizálták az STP-2 "Ciklon" stabilizátorral, így már menetből célzott lövést adhatott le. 1957-ben került gyártásba. A gyártás utolsó 4 hónapjában már L-2 "Luna" infravörös keresőreflektorral, TPN-1-22-11 lövegirányzékkal, és OU-3 parancsnoki infravörös keresőreflektorral szerelték fel. Modern APDS lőszert fejlesztettek hozzá, ami drasztikusan növelte a páncélátütő képességét, és így lépést tudtak tartani a NATO páncélfejlesztésével. A T–54B a T–54BK parancsnoki harckocsi alapjául is szolgált, amely felszereltségében mindenben megegyezett a T–54AK-val.

### T–55

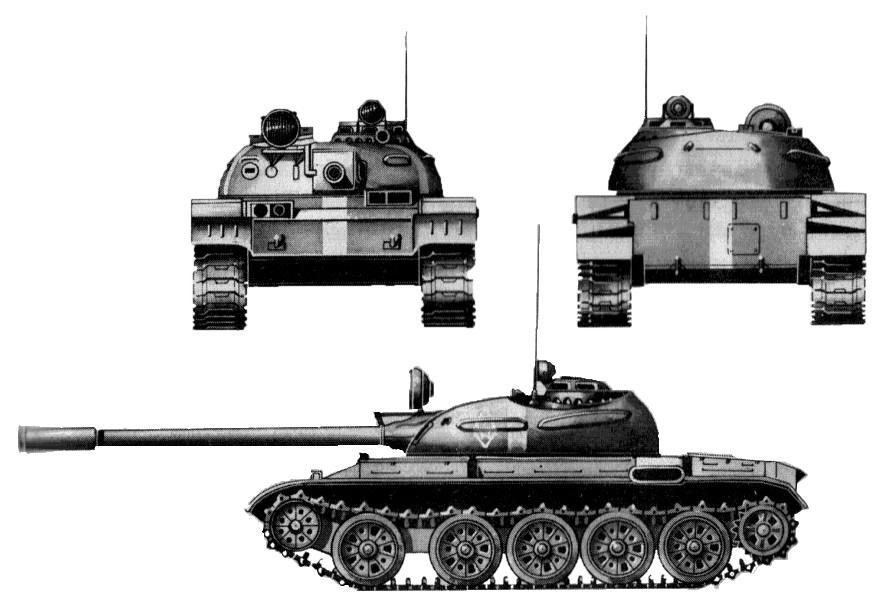
T–55 különböző nézetei

A különböző tesztek azt mutatták, hogy a tank képes elviselni egy taktikai (2-15 kt nagyságú) nukleáris robbanást 300 méterről, amíg a személyzet túléléséhez legalább 700 m kellett. Ezért elhatározták, hogy felszerelik NBC (Nukleáris, biológiai, vegyi) védelemmel. A PAZ (Protyivoatomnaja Zascsita) rendszer 0,3 másodperccel azután működni kezd, hogy gamma sugárzást érzékel. Azonban a rendszer csak a radioaktív részecskéket szűri ki, a külső sugárzás ellen nem véd.
A motort is továbbfejlesztették, megnövelték a szelepnyitási időt és az üzemanyagnyomást. Az új motor kódja V-55 lett, teljesítménye 581 lóerőre emelkedett. A motort pneumatikusan indították az AK-150S elektromos feltöltő segítségével, így nem volt többé szükség nyomottlevegő-tartályra. Megváltoztatták a motortér fölötti csapóajtókat is, a könnyebb karbantartás érdekében. Egy további 300 l-es póttartályt építettek be a test elejébe, hogy a harci hatósugarat megnöveljék, így az üzemanyag mennyiség 680 literre nőtt.

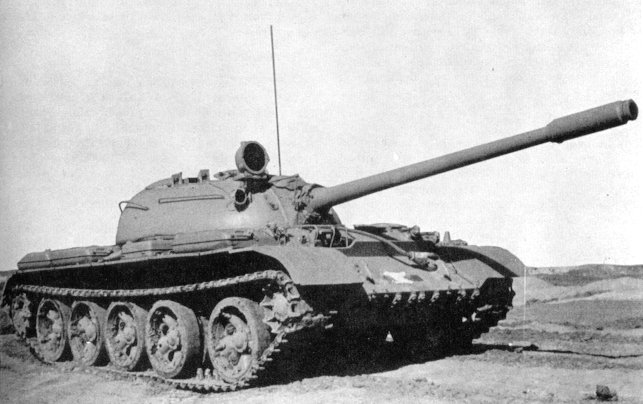
Az eredeti T–55 nem rendelkezett toronyra szerelt légvédelmi géppuskával

A hordozott lőszer mennyisége 34-ről 45 darabra nőtt, amelyből 18-at az úgynevezett nedves tartályokba, az üzemanyagtartályban tartottak. A korábbi lőszertípusok mellett tervezték alkalmazni a BK5M HEAT lőszert, ami 390 mm homogén acélon is áthatolt. A lövegkezelő és a parancsnok új optikai berendezéseket kapott. A 12,7 mm-es DSK légvédelmi géppuskát elhagyták, mivel a sugárhajtású repülők ellen már hatástalan volt. Ez a döntés a harci helikopterek megjelenésével, és elterjedésével hibának bizonyult. Alkalmazták a "Rosa" automata tűzoltórendszert. Javították a kétsíkú lövegstabilizátort és az éjjellátót is. Hogy ellensúlyozzák az új eszközök jelentette többletsúlyt, a torony hátulján enyhén elvékonyították a páncélzatot.
A T–55 jobbnak bizonyult az ISZ–2, ISZ–3 és T–10 nehéz harckocsiknál. Bár a torony frontpáncélja vékonyabb volt (200, illetve 250 mm) a lövege fejlettebb, tűzgyorsasága nagyobb, mozgékonyabb volt, és könnyebb. Egy nehéz harckocsi árából, pedig 5-10 T–55-ös kijött, így a nehézharckocsik rövidesen kiestek a katonai és pénzügyi vezetők kegyeiből. A korábbi páncélos doktrínákat egy új kategória tette elavulttá: az általános harckocsi (angol rövidítéssel MBT – main battle tank). A nyugati fejlesztések hasonló irányt vettek. Karcev minden korábbi fejlesztést egy harckocsiba gyűjtött. Ez lett az Objekt 155, ami 1958. január 1-jén az Urlavagonzavodban T–55 néven került gyártásba, és május 8-án a Szovjet Hadsereg rendszerbe állította.

### T–55A
1961-ben elindult egy fejlettebb NBC védelmi rendszer fejlesztése. A cél az volt, h a neutronsugárzástól is védjék a legénységet; a gamma sugárzás ellen elegendő védelmet nyújtott a vastag páncélzat és a korábban említett, PAZ NBC védelmi rendszer. Lényegében a küzdőtér belsejét ólommal fedték be, és ez azzal az előnnyel is járt, hogy védte a legénységet az átütött páncélzat repeszeitől. A tankot felszerelték a PAZ/FVU jelű vegyvédelmi szűrővel.
Számos egyéb módosítás is történt: A 7.62 mm-es SZGMT géppuskát PKT-ra cserélték, a testet 16 cm-el megnyújtották. A törzsbe épített géppuskát eltávolították, miáltal a főlöveg számára 6-al több lőszer fért el. A módosítások révén a tank tömege 38 tonnára nőtt.
A fejlesztést az Uralvagonzavod OKB-520 tervezőirodája végezte, Leonyid Nyikolajevics Karcev vezetésével. A változatból parancsnoki kialakítás is készül, T–55AK típusjellel.

## Típusleírás
A T–54/55 kialakítása megegyezik számos második világháború utáni harckocsiéval. A küzdőtér elöl, a motor hátul, a köríves torony középen található. A vezető a bal oldalon a test elejében ül. A lövegkezelő a torony bal oldalán kapott helyet, mögötte a parancsnokkal, jobb oldalon a töltővel.
A harckocsi hagyományos torziós rugós felfüggesztést kapott, öt futógörgővel, az első görgő mögött jelentős hézaggal, miáltal messziről könnyen megkülönböztethető a T–62-estől, aminél a hátsó görgők közt volt nagyobb távolság. A lánckerék hátul, a fordító kerék elöl kapott helyet. A lánctalp érdekessége, hogy nem rendelkezik vezetőgörgőkkel, a lánc a futógörgők tetején jut hátra a lánckerékhez.
A típus motorja hátul keresztben lett beépítve, a T–44-eshez hasonlóan, ami nagyban hozzájárult kis méretéhez és tömegéhez. A motorja típusnak megfelelően V–54-es vagy V–55-ös volt. (Ez a neve, a hengerelrendezése V12) A motor a T–44 páncélos V–44 jelű motorjának fejlesztett változata, ami a T–34 V–2 jelű motorjának módosításával született.
A T–54 páncélzata kiváló, a kompozit páncélzatok megjelenéséig a legjobbak közé tartozott, a torony frontpáncélzata túllépte a 200 mm-t. Ne feledjük, hogy tervezésekor csak a legnehezebb német páncélos a Jagdtiger frontpáncélja volt vastagabb (250 mm), összehasonlításképp a Párduc harckocsi legvastagabb frontpáncélzata 120 mm volt, az egy évtizeddel későbbi M48 Pattoné 178 mm. A torony oldala már-már feleslegesen vastag, 130 mm-es volt. A test frontján kezdetben 120, később 100 mm-es páncélzatot alkalmaztak. A többi helyen páncélzata átlagosnak tekinthető.
A D–10T löveg páncélátütő képessége korában szintén egyedülálló volt. Az általánosan használt páncéltörő APHE-lőszerrel a csőtorkolati sebesség 890 m/s, a páncélátütés 1000 m-en 164 mm. A ritkábban használt APCBC-lőszerrel 915 m/s, illetve 185 mm. A legnehezebb német páncéltörő lövegtől a Tiger II 88 mm-es KwK 43-asától elmarad (APCBC lőszerrel 1000 m/s, 204 mm, APCR-lőszerrel 1130 m/s, 224 mm), miközben a későbbi amerikai 90 mm-es M1/M2/M3 löveget 20%-kal felülmúlja (APC-lőszerrel 808 m/s, 137 mm, a későbbi M77-es APC-lőszerrel 853 m/s, 151 mm). Minden adat hengerelt homogén páncélzatra, merőleges becsapódás esetén vonatkozik, a szovjet adat 80%, a német és amerikai 50% átütési valószínűségnél.
A T–54 és 55 megkülönböztetése külsőre nehézkes, a T–54-esen lévő a torony tetején jobb-előre lévő dóm alakú kupola és a légvédelmi géppuska nyújt némi támpontot. De mivel számos T–54-est később T–55 szabványra fejlesztettek, a dóm, és a légvédelmi géppuska meghagyásával, illetve a T–55-ösökre utólag is szereltek toronygéppuskát, így a típust sokszor csak T–54/55 néven illetik. Szemfülesek még megfigyelhetik a testen elöl-közepén lévő nyílást melyen keresztül a vezető az SZGMT 7.62 mm-es géppuskát működtette, a T–55-ösnél ezt is elhagyták. Mivel a szovjetek 7000 km-enként nagyjavították a tankokat, és ezek alkalmával kisebb modernizálásokat is végeztek, így katalogizálhatatlan mennyiségű típusváltozat született.

### Előnyök és hátrányok
A T–54/T–55 mechanikailag nagyon stabil harckocsi. A kezelése nagyon egyszerű a nyugati harckocsi típusokhoz képest, nem igényel magas szintű oktatást és kiképzést sem a kezelők, sem a karbantartók számára. Egy relatív kis méretű páncélos, amely így kisebb célpontot jelent. Jó a mozgékonysága, kis tömegének köszönhetően vasúton vagy félpótkocsin könnyen szállítható, és átkelhet kisebb hidakon, amire nagyobb harckocsik már alkalmatlanok. Széles lánctalpa alacsony talajnyomást okoz, ezért puha talajon is jól mozog. Rendszerei nagy hidegben is lehetővé teszik az indítást. Légzőcső segítségével átkelhet sekélyebb folyókon.
Az 1950-es évek színvonalán a T–54 remek harckocsi volt, halálos tűzerő, kiváló páncélvédelem és magas megbízhatóság jellemezte, mindeközben jelentősen kisebb maradt potenciális ellenfeleinél, az M48 Patton és a Centurion harckocsinál. A 100 mm-es D-10T löveg szintén erősebb volt nyugati megfelelőinél, Az M48-as 90-mm-es illetve a Centurion Mk. 3 84 mm-es lövegénél.
Ezek az előnyök addig tartottak, a még a nyugati fejlesztések nem kezdték ellensúlyozni. Amerikában kifejlesztették az M60 harckocsit, valamint továbbfejlesztették meglévő harckocsijaikat a 105 mm-es Royal Ordnance L7 löveggel, amit kimondottan a T–54 ellen fejlesztettek ki. (Illetve az amerikai modellekbe M68-as löveg került, ami az L7-es licensz gyártott változata, egyszerűsített hátrasiklás-csillapító rendszerrel.) Az űrméret alatti páncéltörő lőszer hiányában, valamint a harckocsi egyszerű tűzvezető rendszere miatt, még az 1960-as években nagy lőtávolságban is HEAT-lőszerre kellett támaszkodnia. (HEAT – High Explosive anti-tank, nagy robbanó erejű tank elleni lőszer, nagyobb távolságon relatív nagy ezen típusú lövedék szórása.) A szovjetek ezt elfogadható kompromisszumnak tartották egy potenciális európai konfliktus esetére, amíg meg nem jelentek a kompozit páncélzatok, amik kis tömeg és vastagság mellett is nagyon hatékonyak voltak külső robbanások lökéshullámának elnyelésében. Ekkor a szovjetek is kifejlesztették a saját APDS (leváló köpenyes) lőszerüket.
Mindazonáltal a T–54/55-ösnek hátrányai is bőven akadtak. Legfőképp a kis méret a belső tér rovására is ment, ami gyakorlati nehézségeket okozott. Korlátozta a személyzet mozgását és ezáltal az eszközök gyors és hatékony használatát lassította. Ez a szovjet harckocsik közös jellemzője volt, ezért egyes pozíciókban magassági korlátot vezettek be.
Az alacsony torony miatt nem lehetett a löveget –5° alá irányozni, különben a lövegzár a tetőbe ütközött volna tüzeléskor. Emelkedő tetejéről tüzeléskor így a harckocsi nagyobb célpontot mutatott, ami az arab–izraeli háborúk során a sivatagban számos harckocsi (és talán a háború) elvesztését okozta. A lőszerrekesz nem volt leválasztva a küzdőtértől, ami találat esetén másodlagos robbanást okozott, bár ez ebben az időben általános volt. A T–54 nem rendelkezett NBC/vegyvédelmi képességgel, a toronypadló nem forgott a toronnyal együtt, és nem rendelkezett lövegstabilizátorral. Ezen hiányosságok nagy részét, az egyéb tulajdonságaiban majdnem azonos T–55 esetén már kiküszöbölték.
A T–54A lett az első harckocsi, mely lövegstabilizátorral volt felszerelve, a T–54B az első, amelyik ezt függőleges és vízszintes síkban is megtette. Ezen felül a két típust egyenként is több 10 000-es darabszámban gyártották, sok közülük máig tartalékként, vagy akár első vonalban szolgál alacsonyabb fejlettségű hadseregekben.
A leváltására tervezett T–62-est még mindig nagy sorozatban gyártották, de kétszer annyiba került, és egyedül a tűzerő tekintetében tett túl jelentősen elődjén. A 70-es években rendszeresített T–72-es minden szempontból jobb volt, ára nagyjából az ötszöröse volt a T–55AM modellnek, így a Szovjetunió felbomlásáig a T–54-es család maradt a legnagyobb darabszámban rendszerben tartott harckocsi. A kézi páncéltörő rakéták drasztikus elterjedése miatt az elmúlt évtizedekben a harckocsik szerepe a csatamezőkön visszaszorult. A nyugati nagyhatalmak már csak pár száz, s az USA is csak néhány ezer igen drága harckocsit tart rendszerben, így nem valószínű, hogy a jövőben bármely típusból többet gyártanak. Ha a műszaki fejlődés és a katonai doktrínák ebbe az irányba viszik el a hadseregek felszerelését, a mai harckocsik ára és képzés/karbantartás igénye annyira magas, hogy még egy nyílt nagyhatalmi konfliktus esetén sem valószínű, hogy a T–54 gyártási darabszámának akár az ötödét elérjék.

## Története

### Gyártás a Szovjetunióban
A típus számos különféle, továbbfejlesztett változatát egészen 1962-ig gyártották a Szovjetunióban.
Harci körülmények között 1956-ban Magyarországon próbálták ki először, ahol például kiderült, hogy a Molotov-koktélra érzékenyebb, mint a T–34.
A T–55 harckocsi a T–54 fejlesztett változata, amely 1960-ban jelent meg, és számos fejlesztést egyesített, mint például a nagyobb teljesítményű motort és a továbbfejlesztett giroszkópos lövegstabilizátort.

### Külföldi gyártók
A Szovjetunió mellett több állam is gyártott T–54/55 típusú harckocsikat:
- Lengyelországban 3000 T–54, T–54A, T–54AD és T–54AM készült 1956 és 1964 között, valamint 7,000 T–55 (1964-1968), T–55L, T–55AD–1 and T–55AD–2 tanks (1968-1979). A lengyelországi gyártás a Bumar-Łabędy gépgyárnál folyt.
- Csehszlovákiában 2700 T–54A, T–54AM, T–54AK, T–54AMK készült (1957 és 1966 között) valamint 8300 T–55 and T–55A (1964–1983; a T–55A valószínűleg 1968-tól) készült a túrócszentmártoni ZŤS Martin vállalatnál, nagy részüket exportálták.
- Kínában saját változatot fejlesztettek a helyi igényekhez szabva Type 59 néven. Több mint 10000 darabot gyártottak.

### Harci alkalmazása
A harckocsi lényegében az összes második világháború utáni háborús konfliktusban részt vett. A teljesség igénye nélkül:
- 1956-os forradalom
- Hatnapos háború
- Jordániai polgárháború/Fekete szeptember
- jom kippuri háború
- Vietnámi háború
- Ogadeni háború és Szomáliai polgárháború
- Angola háborúi
- Indo-pakisztáni háborúk
- Kambodzsai polgárháború
- Ugandai–tanzániai háború
- Irak–iráni háború
- Libanoni polgárháború
- Srí Lanka-i polgárháború
- Délszláv háború
- Öbölháború

## Fordítás
- Ez a szócikk részben vagy egészben  a   T-54/55 című angol Wikipédia-szócikk fordításán alapul.  Az eredeti cikk szerkesztőit annak laptörténete sorolja fel. Ez a jelzés csupán a megfogalmazás eredetét és a szerzői jogokat jelzi, nem szolgál a cikkben szereplő információk forrásmegjelöléseként.